# Gregorio Petrocchini
Gregorio Petrocchini (Montelparo, febbraio 1536 – Roma, 19 maggio 1612) è stato un cardinale e vescovo cattolico italiano.

## Biografia
Nacque nel febbraio 1536.
Papa Sisto V lo elevò al rango di cardinale nel concistoro del 20 dicembre 1589.
Morì il 19 maggio 1612.

## Conclavi
Il cardinal Petrocchini ha partecipato ai seguenti conclavi:
- Conclave del settembre 1590
- Conclave dell'ottobre-dicembre 1590
- Conclave del 1591
- Conclave del 1592
- Conclave del marzo 1605
- Conclave del maggio 1605

## Genealogia episcopale
La genealogia episcopale è:
- Cardinale Guillaume d'Estouteville, O.S.B.Clun.
- Papa Sisto IV
- Papa Giulio II
- Cardinale Raffaele Sansone Riario
- Papa Leone X
- Papa Paolo III
- Cardinale Francesco Pisani
- Cardinale Alfonso Gesualdo di Conza
- Papa Clemente VIII
- Papa Paolo V
- Cardinale Gregorio Petrocchini, O.E.S.A.